# Fomivirsen
Le Fomivirsen (nom commercial Vitravene) est un médicament antiviral. Il est employé dans le traitement de la rétinite à cytomegalovirus (CMV) chez les patients immunodéprimés, tels que ceux atteints du [SIDA]. Il a été autorisé aux États-Unis par la FDA en août 1998, en en Europe en 1999.
Il s'agit d'un oligonucléotide de 21 nucléotides reliés entre eux par des liaisons thiophosphates, qui sont résistantes à la dégradation par les nucléases. Sa séquence est :
- 5'-GCG TTT GCT CTT CTT CTT GCG-3'

## Mécanisme
Le fomivirsen agit en se fixant de façon complémentaire à un ARNm viral, empêchant sa traduction en protéine. La protéine en question est indispensable à la multiplication du cytomegalovirus.
Il est la première thérapie antisens à avoir été approuvée par la FDA.

## Administration
L'administration du fomivirsen se fait par injection intraoculaire, à la concentration de 6,6 mg/mL.